# 11103 Мікіруппе
11103 Мікіруппе (11103 Miekerouppe) — астероїд головного поясу, відкритий 18 вересня 1995 року.
Тіссеранів параметр щодо Юпітера — 3,286.